# Sweet Song Covers
『Sweet Song Covers』（スウィート・ソング・カヴァーズ）は、May J.のカバーアルバム。2016年3月16日リリース。

## 内容
ともに出荷30万枚を超えた『Summer Ballad Covers』『Heartful Song Covers』に続くカバーシリーズの第3弾。現在40 - 50代の音楽ファンにとって思い出深い楽曲を収録。「ここ2 - 3年、歌謡系の歌番組に出演する機会が多く、また沢山の反響をいただいた」ことが制作のきっかけとなり、80年代の楽曲を中心に選曲、制作される。
DVD、Blu-ray付属盤にはミュージック・ビデオとスタジオ・セッション・クリップを収録。スタジオ・セッション・クリップには、レコーディング当日にスタジオにカメラが入り、May J. と参加ミュージシャンが作品を創り上げる様子が記録されている。
アルバム発売に先駆け、2月18日より7日間、収録曲「異邦人」のスタジオセッションMVが、GYAO!にてWEB独占先行配信される。17人編成のスタジオミュージシャンの演奏と、May J.のヴォーカル録音を同時に14台のカメラで収めた映像となっている。またエイベックスのYouTube公式チャンネルでは、本アルバムの全曲試聴動画と、13の収録曲の中からセレクトした4曲の試聴動画が公開される。
CDリリース後には、4月16日開催のイベント『RECORD STORE DAY JAPAN 2016』のアイテムとして、アナログ2LP盤が発売される。アナログ盤の特性を最大限活かすべく、先行してリリースされているCDから収録順を変更。マスタリングとカッティングは小鐵徹が手掛けている。

## 収録曲

### CD
1. RIDE ON TIME (5:20)
  - 作詞・作曲：山下達郎 編曲：山本拓夫

原曲：山下達郎「RIDE ON TIME」
2. 木綿のハンカチーフ (4:08)
  - 作詞：松本隆 作曲：筒美京平 編曲：坂本昌之

原曲：太田裕美「木綿のハンカチーフ」
3. SWEET MEMORIES (4:29)
  - 作詞：松本隆 作曲：大村雅朗 編曲：河合代介

原曲：松田聖子「SWEET MEMORIES」
4. 初恋 (3:59)
  - 作詞・作曲：村下孝蔵 編曲：押尾コータロー

原曲：村下孝蔵「初恋」
5. あなた (4:43)
  - 作詞・作曲：小坂明子 編曲：上杉洋史

原曲：小坂明子「あなた」
6. う・ふ・ふ・ふ (4:47)
  - 作詞・作曲：EPO 編曲：山本拓夫

原曲：EPO「う、ふ、ふ、ふ、」
7. 待つわ (4:30)
  - 作詞・作曲：岡村孝子 編曲：上杉洋史

原曲：あみん「待つわ」
8. ただ泣きたくなるの (5:17)
  - 作詞：国分友里恵、中山美穂 作曲：岩本正樹 編曲：村田陽一

原曲：中山美穂「ただ泣きたくなるの」
9. 春よ、来い (5:48)
  - 作詞・作曲：松任谷由実 編曲：朝川朋之

原曲：松任谷由実「春よ、来い」
10. 異邦人 (3:41)
  - 作詞・作曲:久保田早紀 編曲：村田陽一

原曲：久保田早紀「異邦人」
11. 秋桜 (4:06)
  - 作詞・作曲:さだまさし 編曲：坂本昌之

原曲：山口百恵「秋桜」
12. 想い出がいっぱい (4:19)
  - 作詞：阿木燿子 作曲：鈴木キサブロー 編曲：上杉洋史

原曲：H2O「想い出がいっぱい」
13. 北の国から〜遥かなる大地より〜 (3:53)
  - 作曲:さだまさし 編曲：和田昌哉

原曲：さだまさし「北の国から〜遥かなる大地より〜」

### DVD（DVD付属盤のみ）
| # | 曲名           | 内容                |
| - | -------------- | ------------------- |
| 1 | RIDE ON TIME   | Music Video         |
| 2 | 異邦人         | Studio Session Clip |
| 3 | SWEET MEMORIES | Studio Session Clip |

### Blu-ray（Blu-ray付属盤のみ）
| # | 曲名           | 内容                |
| - | -------------- | ------------------- |
| 1 | RIDE ON TIME   | Music Video         |
| 2 | 異邦人         | Studio Session Clip |
| 3 | SWEET MEMORIES | Studio Session Clip |
| 4 | 初恋           | Studio Session Clip |
| 5 | 春よ、来い     | Studio Session Clip |

### LP
Side A
1. RIDE ON TIME
2. 木綿のハンカチーフ
3. SWEET MEMORIES
4. 初恋

Side B
1. う・ふ・ふ・ふ
2. ただ泣きたくなるの
3. 想い出がいっぱい

Side C
1. 異邦人
2. 待つわ
3. あなた

Side D
1. 秋桜
2. 北の国から〜遥かなる大地より〜
3. 春よ、来い

## タイアップ
RIDE ON TIME
TOKYO MX他『Music B.B.』 - 2016年3月オープニングテーマ